# 2935 Naerum
2935 Naerum eller 1976 UU är en asteroid i huvudbältet som upptäcktes den 24 oktober 1976 av den danske astronomen Richard West vid La Silla-observatoriet. Den är uppkallad efter staden Nærum, förort till den danska huvudstaden Köpenhamn.
Asteroiden har en diameter på ungefär 7 kilometer.